# The Riverside Shakespeare
The Riverside Shakespeare ist der Titel einer Gesamtausgabe der Werke von William Shakespeare aus dem Verlag Houghton Mifflin.

## Geschichte der Edition
Die erste Ausgabe der Riverside Shakespeare wurde von Richard Grant White in den Jahren 1883 und 1901 herausgegeben. Eine zweite Auflage erschien ab 1974 in Form wissenschaftlicher Einzelausgaben mit Einleitung, Kommentar und Anmerkungen. Die editorische Leitung lag bei G. Blakemore Evans; eine überarbeitete Ausgabe, an der Evans bis 1997 beteiligt war, erscheint seit 1996. Der Text der Werke wurde von Evans als einem der führenden Vertreter der neueren Textkritik konservativ ediert,  d. h. möglichst unter Verzicht auf nicht unbedingt erforderliche Emendationen oder Konjekturen, wie sie ansonsten von anderen Herausgebern vorgenommen werden. Jedes Einzelwerk ist mit Hinweisen zur Textgeschichte sowie mit einem textkritischen Kommentar versehen. Zusätzlich werden zumeist kürzere Sach- und Spracherklärungen sowie interpretierende Essays von verschiedenen Mitarbeitern hinzugefügt. Ergänzend stellt der Riverside Shakespeare umfangreicheres Anhangs- und Bildmaterial zur Verfügung, darunter unterschiedliche Dokumente zu Shakespeares Biographie sowie zur Rezeptions- und vor allem Theatergeschichte der Dramen.
In der überarbeiteten Ausgabe von 1996 wurden die Apokryphen Edward III und A Funeral Elegy abgedruckt, was beim augenblicklichen Stand der Diskussion nicht unstrittig ist. Der überwiegende Teil der heutigen Shakespeare-Forscher vermutet zwar bei dem Königsdrama Edward III eine mögliche Mitverfasserschaft Shakespeares, schließt jedoch bei dem knapp sechshundert Zeilen umfassenden Gedicht A Funeral Elegy eine Autorenschaft Shakespeares mit hoher Wahrscheinlichkeit aus. Der von Evans herausgegebenen Edition des Riverside Shakespeare kommt in wissenschaftlicher Hinsicht eine besondere Bedeutung zu, da diese Ausgabe die Textgrundlage für die ersten sechs Bände der neunbändigen Shakespeare-Konkordanz von Marvin Spevack liefert.